# 인권의 역사
인간 생명의 신성함에 대한 믿음은 세계의 많은 종교에서 예로부터 유래해 왔지만, 현대 인권의 근간은 근대 초기 인본주의 르네상스 시대에 시작되었다. 유럽의 종교 전쟁 과 17세기 영국 왕국의 내전은 자유주의 철학을 낳았고 자연권에 대한 믿음은 18세기 계몽주의 시대에 유럽 지적 문화의 중심 관심사가 되었다. 자연법에 기반을 둔 자연권 사상은 그 세기 말에 일어난 미국 과 프랑스 혁명의 핵심이었지만, 인권의 개념은 그 이후에 등장했다. 19세기 민주주의 발전은 20세기 보통선거권의 등장을 가능하게 했다. 두 차례의 세계 대전으로 인해 세계 인권 선언이 탄생했다.
전후 시대에는 페미니즘 및 아프리카 계 미국인의 시민권 운동과 같은 특정 그룹에서 권리의 결핍을 경험하면서 운동이 일어났다. 소련 진영의 인권운동은 1970년대 서방의 노동자 권리운동과 함께 등장했다. 이러한 운동들은 사회적 민주주의와 정치적 연설로 인해 많은 국가에서 인권을 세계적인 주제로 높은 위치에 두게 되었다. 역사가 새뮤얼 모인(Samuel Moyn)은 21세기까지 인권 운동이 원래의 반 전체주의를 넘어 개발도상국의 인도주의 와 사회 및 경제 발전과 관련된 수많은 원인을 포함하도록 확장되었다고 주장했다.

인권의 역사는 복잡했다. 예를 들어 기존의 많은 권리는 원래 서구 디자인에서 벗어난 다른 시스템으로 대체될 수 있다. 안정된 제도는 전쟁이나 테러와 같은 분쟁이나 문화적 변화에 따라 뿌리 뽑힐 수 있다.

## 고대와 전근대
고대 법과 종교에 존재하는 의에 대한 일부 개념은 때때로 소급하여 "인권"이라는 용어에 포함된다. 계몽주의 철학자들은 통치자와 피지배자 사이의 세속적인 사회 계약을 제안했지만, 고대 전통은 신성한 법의 개념과 헬레니즘 철학의 자연법 에서 유사한 결론을 도출했다. 새뮤얼 모인은 인권의 개념이 지난 수백 년 동안 등장하지 않았던 현대 시민 의식과 얽혀 있다고 주장한다. 그럼에도 불구하고 관련 사례는 고대와 전근대 시대에 존재하지만 고대 민족은 보편적 인권에 대한 현대의 동일한 개념을 가지고 있지 않았다.

### 고대 서아시아

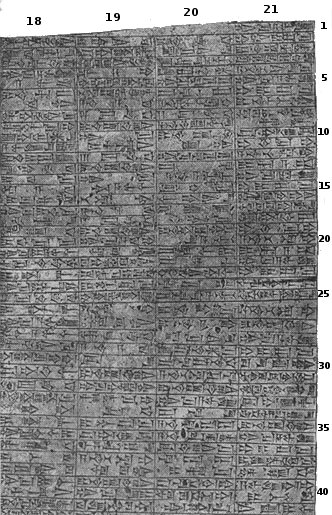
함무라비 법전 비문

라가쉬의 우루카기나(Urukagina of Lagash )가 시행한 개혁은 초기 개혁의 예로 여겨지기도 하지만, 실제로는 보수주의자였다는 주장도 있다.  우루카기나는 왕족이 아닌 사람이었으며, 신전의 권리를 훼손하는 세속적 권위의 침해를 억제하려 했다. 저자 Marilyn French는 간통죄에 대한 처벌이 남성에 대한 처벌이 아닌 여성에 대한 처벌을 가하는 것에서 "여성의 열등한 대우에 대한 최초의 서면 증거"를 나타낸다고 주장한다. 이는 오늘날 현존하는 가장 오래된 법전은 우르남무의 신수메르 법전(기원전 2050년경)이다. 이외에도 많은 메소포타미아의 법전이 있었는데 그 중 가장 유명한 것은  여성의 권리, 남성의 권리, 아동의 권리, 노예의 권리 등 다양한 문제에 대한 규칙과 위반 시 처벌이 기록된 함무라비 법전 (ca. 1780 BC)이다.

### 아프리카
고대 이집트의 동북아프리카 문명 은 기본적인 인권을 지지했다. 예를 들어, Pharaoh Bocchoris (기원전 725–720)는 개인의 권리를 장려하고 채무로 인한 투옥을 억제했으며 재산 양도와 관련된 법률을 개정했다.

### 유물

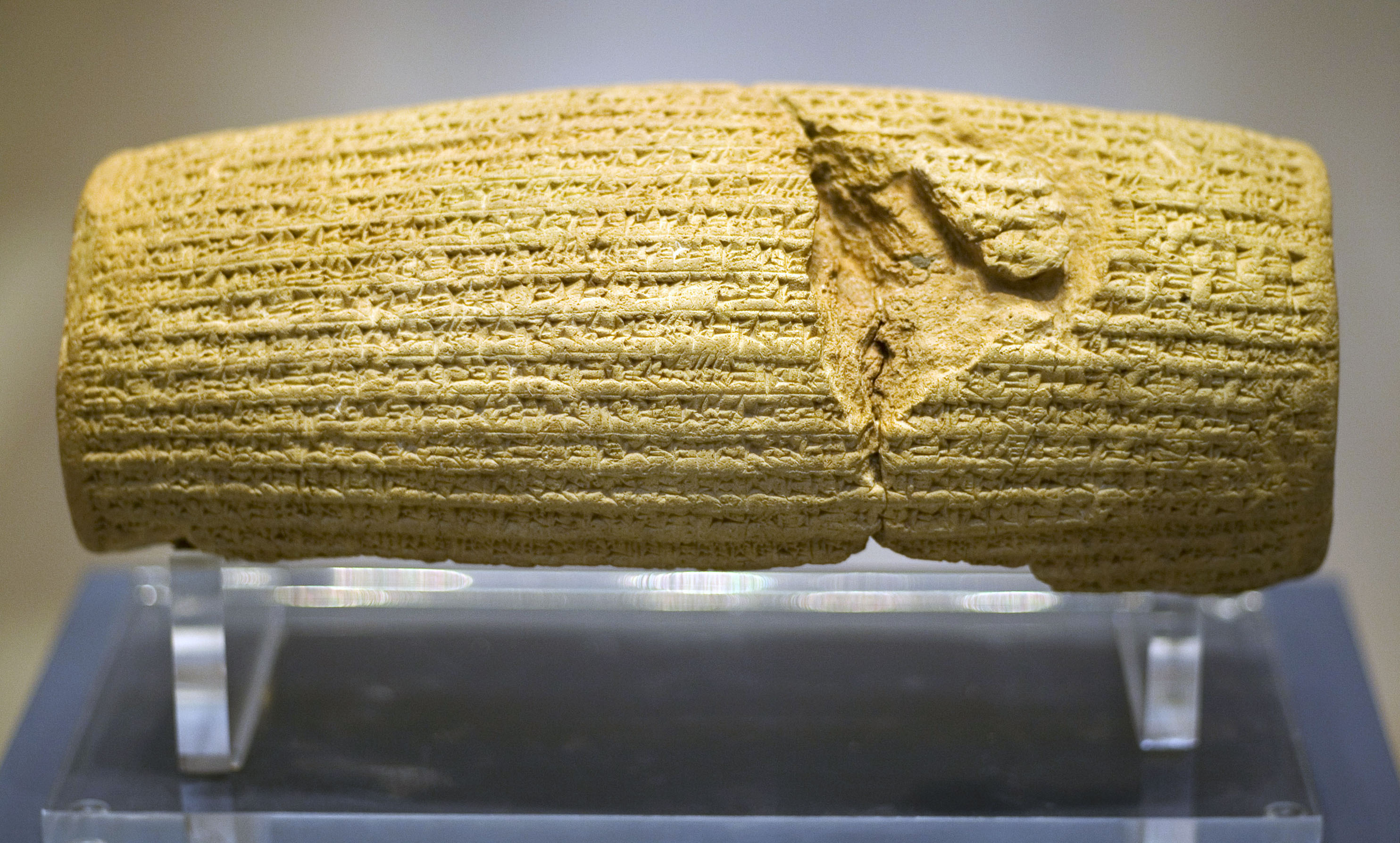
아 케메네스 페르시아 제국을 세운 키루스 대왕의 키루스 실린더

많은 역사가들은 고대 이란의 아케메네스 페르시아 제국이 기원전 6세기 키루스 대왕 치하에서 전례 없는 인권 원칙을 확립했다고 제안한다. 기원전 539년에 신바빌로니아 제국을 정복한 후 왕은 1879년에 발견되어 오늘날 최초의 인권 문서로 여겨지는 키루스 원통을 발행했다. 원통은 일부 주석가들에 의해 연대기, 느헤미야, 에스라에 기록된 고레스의 법령과 연결되어 있는데, 고레스가 (적어도 일부는) 유대인들이 바빌론 포로 생활 에서 고국으로 돌아가도록 허용했다고 명시되어 있다. 또한 박해와 강제 개종 없이 자신의 신앙을 실천할 수 있는 자유를 명시했다. 미술사학자 닐 맥그리거(Neil MacGregor) 에 따르면, 바빌론과 페르시아 제국의 다른 곳에서 완전한 종교의 자유가 선포된 것은 수천 년 후, 특히 미국에서 저명한 사상가들에게 인권에 대한 중요한 영감을 주었다.
위의 관점과는 반대로, 실린더를 "인권 헌장"으로 해석하는 것은 다른 역사학자들에 의해 무시되었고, 팔라비 정권에 의해 고안된 정치적 선전으로 특징지어졌다.독일의 역사학자 요제프 비셰회퍼는 "키루스는 유엔 인권 정책의 옹호자로서, 역사학자 엘튼 L. 다니엘은 이러한 해석을 "시대착오적이고 편향적""이라고 묘사했다.그 원통은 현재 대영박물관에 있으며, 복제품은 유엔본부에 보관되어 있다.
많은 사상가들은 모든 자유 시민이 정치 집회에서 말하고 투표할 권리를 가졌던 고대 그리스의 초기 폴리스 에서 시작된 시민권 개념을 지적한다.
12표 법은 문자 그대로 "특권은 부과되지 않는다"를 의미하는 "Privilegia ne irroganto" 원칙을 확립했다.
기원전 268년부터 232년까지 통치한 마우리아 제국의 황제 아소카는 남아시아 에서 가장 큰 제국을 세웠다. 칼링가 전쟁 이후 아소카는 불교를 받아들였고 인도주의적 개혁을 위한 확장주의 정책을 포기했다. 아소카 칙령은 '신앙의 법칙(경건법)'을 포함하여 그의 제국 전역에 세워졌다. 이 법은 종교적 차별과 인간과 동물에 대한 잔인함을 금지했다. 칙령은 정부의 공공 정책에서 관용의 중요성을 강조한다. 전쟁 포로의 학살이나 체포도 아소카에 의해 비난받는다. 일부 자료들은 고대 인도에도 노예 제도가 존재하지 않았다고 주장한다. 그리스 기록에 따르면 산드로코투스의 통치 기간에는 노예 제도가 없었다고 한다.
고대 로마 에서 ius gentium 또는 jus gentium은 단순히 시민권에 따라 부여되는 권리였다. Roman ius 의 개념은 서유럽 전통에서 생각한 권리의 선구자이다. " 정의 "라는 단어는 ius 에서 파생되었다. 로마 제국의 인권법에는 안토니누스 피우스(Antoninus Pius) 로마 제국의 인권법은 안토니누스 비오 황제의 무죄 추정 과 완전한 종교의 자유를 확립한 콘스탄티누스 대제(Constantine the Great)의 밀라노 칙령이 포함되었다.
'인권'이라는 어구의 신조어는 터툴리안이 로마 제국의 종교 자유에 대해 쓴 스카풀라 보관됨 2023-03-24 - 웨이백 머신 에게 보내는 편지에서 기인한다. 그는 이 편지에서 '기본적인 인권'을 '자연의 특권'과 동일시했다.

### 초기 이슬람 칼리프
역사가들은 일반적으로 무함마드가 그 시대의 사회적 악으로 본 것에 반대하여 설교했으며 사회 보장, 가족 구조, 노예 제도, 여성 및 소수 민족의 권리와 같은 영역에서 이슬람 사회 개혁이 개선하기 위한 것이었다는 데 동의한다. (당시 기존 아랍 사회에 존재했던 것에 대해) 예를 들어, Bernard Lewis에 따르면, 이슬람교는 최초로 귀족 특권을 비난하고 계층 구조를 거부했으며 재능에 개방된 경력 공식을 채택했다. 존 에스포지토는 무함마드를 여아 살해, 빈민 착취, 고리대금, 살인, 거짓 계약, 절도 와 같은 이교도 아랍인들의 관행을 비난한 개혁가로 본다. 버나드 루이스(Bernard Lewis)는 이슬람의 평등주의적 성격이 " 그레코로만 과 고대 페르시아 세계의 실천에 있어 상당한 진보를 나타냈다"고 믿는다. 무함마드는 또한 당시의 아랍어와 모세의 법과 관습을 자신의 신성한 계시에 포함시켰다.
메디나 헌장으로 알려진 메디나 헌법은 622년 무함마드가 초안을 작성했다. 그것은 무함마드와 무슬림, 유대인, 이교도를 포함한 야트리브(나중에 메디나 로 알려짐)의 모든 중요한 부족과 가족 사이에 공식적인 합의를 구성했다. 이 문서는 Medina 내에서 Aws( Aus )와 Khazraj 의 씨족 사이의 부족간 싸움을 종식시키려는 명백한 목적으로 작성되었다. 이를 위해 메디나의 무슬림, 유대교 및 이교도 공동체를 위한 많은 권리와 책임을 제정하여 그들을 하나의 공동체인 움마 안으로 포함시켰다.
만약 죄수들이 한 사람의 구금 하에 있다면, 그 책임은 개인에게 있다. 루이스는 이슬람교가 고대 노예제도에 광범위한 결과를 가져온 두 가지 주요한 변화를 가져왔다고 말한다. 루이스는 "이 중 하나는 자유의 추정이었고, 다른 하나는 엄격하게 정의된 상황을 제외한 자유로운 사람들의 노예화 금지였다"고 말한다.아라비아 노예의 지위는 엄청나게 향상 되었다. 아라비아 노예는 "이제 더 이상 단순한 재산이 아니라 특정 종교적, 따라서 사회적 지위와 준법적 권리를 가진 인간이었다.

Esposito는 여성의 권리 개혁이 결혼, 이혼 및 상속에 영향을 미쳤다고 말한다. 서양을 포함한 다른 문화권에서는 수세기가 지나도록 여성에게 그러한 법적 지위가 부여되지 않았다. 옥스퍼드 이슬람 사전은 아랍 여성의 지위에 대한 일반적인 개선에는 여아 살해 금지와 여성의 완전한 인격 인정이 포함된다고 명시하고 있다. "예전에는 아버지에게 지불되는 신부 값으로 간주되었던 지참금은 아내가 개인 재산의 일부로 보유하는 혼인 선물이었다." 이슬람법에 따라 결혼은 더 이상 "지위"가 아니라 " 계약 "으로 간주되어 여성의 동의가 필수적이었다.  "이전에는 남성 친척에 대한 상속을 제한했던 가부장제 사회에서 여성에게 상속권이 주어졌다." Annemarie Schimmel은 "이슬람 이전의 여성의 입장과 비교하여, 이슬람 법률은 엄청난 발전을 의미했다. 여성은 적어도 법의 조항에 따르면, 그녀가 가족에게 가져왔거나 자신의 일로 얻은 부를 관리할 권리가 있다."라고 말한다. 윌리엄 몽고메리 와트(William Montgomery Watt)는 무함마드가 당시의 역사적 맥락에서 여성의 권리를 대신하여 증언하고 상당히 개선한 인물로 볼 수 있다고 말한다. 그러나 무함마드는 "재산 소유권, 상속, 교육 및 이혼의 권리를 제정함으로써 여성에게 기본적인 보호 장치를 제공했다."고 말한다. Haddad와 Esposito 는 "무함마드는 가족 생활, 결혼, 교육 및 경제적 노력의 영역에서 여성의 권리와 특권, 사회에서 여성의 지위를 향상시키는 데 도움이 되는 권리를 부여했다."라고 말한다. 그러나 다른 작가들은 무함마드와 무함마드의 부모의 첫 번째 결혼뿐만 아니라 메카의 여성 우상 숭배와 같은 다른 점에서도 이슬람 이전의 여성들이 더 해방되었다고 주장했다.

사회학자 로버트 벨라 ( Beyond faith )는 7세기에 기원을 둔 이슬람교가 당시와 장소에서 "놀랍게도 현대적이었다"고 주장한다(공동체의 일반 구성원들이 기대하는 높은 수준의 헌신, 참여, 참여에서). 그는 이슬람이 지도자의 위치가 모두에게 열려 있는 모든 무슬림의 평등을 강조했기 때문이라고 주장한다. Dale Eickelman은 Bellah가 "초기 이슬람 공동체가 집단적 또는 집단적 책임이 아니라 개인에게 특별한 가치를 두었다"고 제안했다고 썼다.
초기 칼리프 치하에서 군사 행동과 전쟁 포로의 처우에 관한 초기 이슬람법의 원칙은 국제 인도주의법의 선구자로 여겨진다. 예를 들어 피난처, 음식 및 의복 제공, 그들의 문화 존중, 처형, 강간 또는 복수 행위 금지 등 전쟁 포로를 대우하는 방법에 대한 많은 요구 사항을 포함하고 있다. 이러한 원칙 중 일부는 현대까지 서양 국제법에 성문화되지 않았다. 초기 칼리프 제국의 이슬람법은 전쟁의 심각성을 제한하려는 시도, 적대행위 중단 지침, 민간인과 전투원 구분, 불필요한 파괴 방지, 병자와 부상자 돌보기 등 군사 행위에 대한 인도주의적 제한을 제도화했다.

### 중세

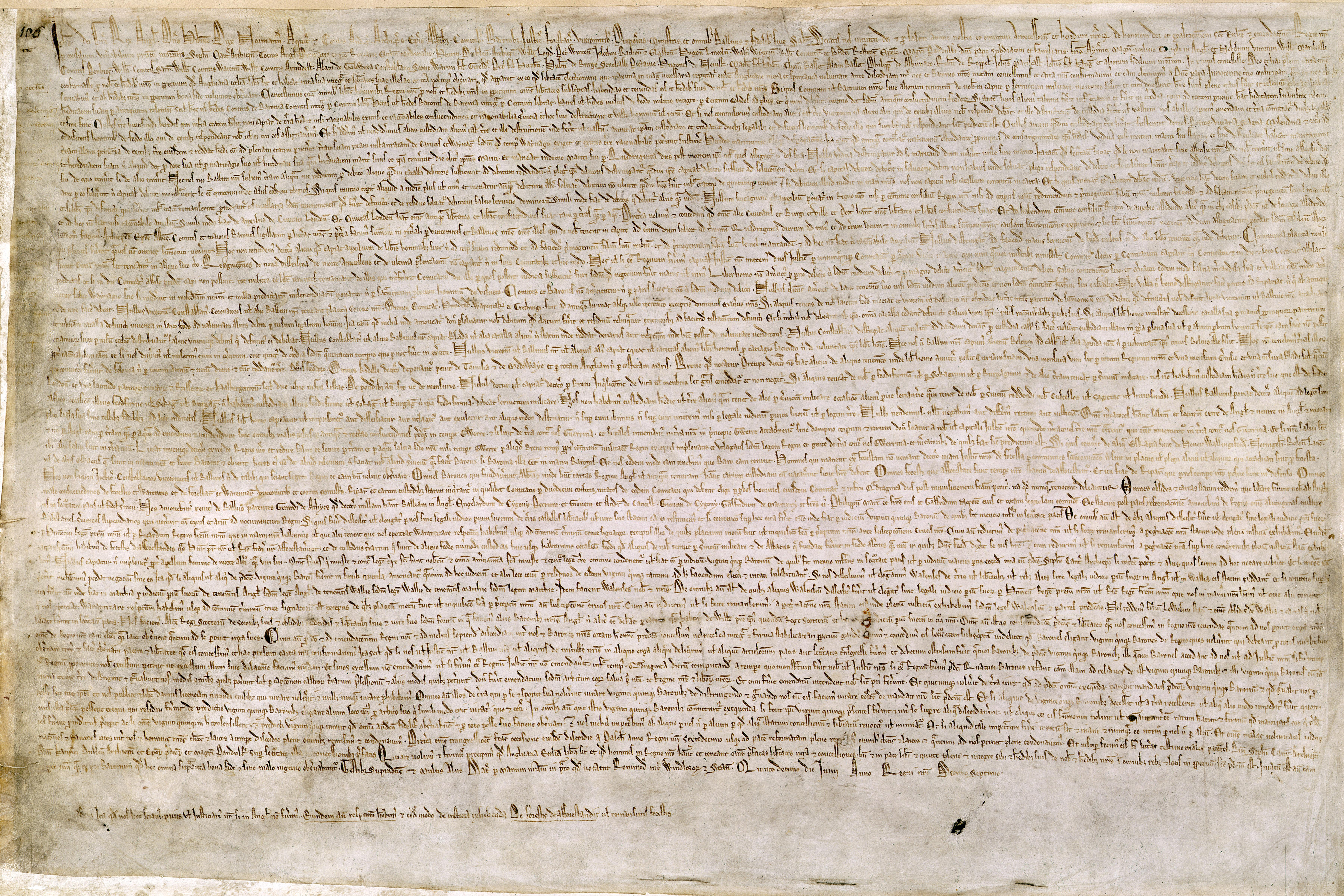
Magna Carta was written in 1215.

중세의 인권 개념은 자연법 전통 위에 세워졌다. 이 전통은 푸아티에의 성 힐라리, 성 암브로시우스, 성 아우구스티누스와 같은 성 바울로의 초기 기독교 사상가들의 글에 크게 영향을 받았다. 아우구스티누스는 인간의 법의 정당성을 조사한 최초의 사람 중 하나이며 인간이 임의로 부과하는 것이 아니라 지혜와 양심에 따라 자연적으로 발생하는 법과 권리의 경계를 정의하려고 시도했다.
이 중세 전통은 유명해졌고, 마그나 카르타( Magna Carta) 에 영향을 미쳤다. 마그나 카르타(Magna Carta)는 1215년에 처음 발행된 영국 헌장이다. 1689년 영국 권리 장전, 1789년 미국 헌법 과 같이 관습법 및 인권과 관련된 이후의 많은 헌법 문서의 발전에 영향을 주었다.
마그나 카르타는 원래 교황 인노첸시오 3세, 존 왕과 영국 귀족들 사이에 왕의 권리에 대한 의견 차이 때문에 작성되었다. 마그나 카르타는 국왕에게 특정 권리를 포기하고 특정 법적 절차를 존중하며 왕의 의지가 법에 구속될 수 있음을 인정할 것을 요구했다. 그것은 자유롭든 속박되어 있든 왕의 신하 들의 특정 권리를 명시적으로 보호했는데, 특히 인신 보호 영장은 불법 감금에 대한 항소를 허용했다.
현대에 가장 오래 지속되는 마그나 카르타 의 유산은 인신 보호 권리로 간주된다. 이 권리는 1215년 마그나 카르타 의 36, 38, 39, 40항으로 알려져 있다. 마그나 카르타에는 다음과 같은 적법 절차에 대한 권리도 포함되어 있다.
| “ | No Freeman shall be taken or imprisoned, or be disseised of his Freehold, or Liberties, or free Customs, or be outlawed, or exiled, or any other wise destroyed; nor will We not pass upon him, nor condemn him, but by lawful judgment of his Peers, or by the Law of the Land. We will sell to no man, we will not deny or defer to any man either Justice or Right. | ” |

Kalisz 법령 (1264)은 폴란드 왕국의 소수 유대인에게 차별 및 증오 발언으로부터의 보호와 같은 특권을 부여했다.
콘스탄츠 공의회 (1414~1418)에서 학자이자 법학자인 파웰 브로드코비츠는 그의 저서인  "이교도를 존중하는 교황과 황제의 권력에 관한 논문(Tractatus de potestate papae et imperatoris honoru infidelium)"에서 다음과 같은 연설을 했다. 기독교인과 이교도의 평화로운 공존에 대한 연설은 그를 유럽에서 종교적 관용의 선구자로 만들었다.

## 근세와 근세의 기초

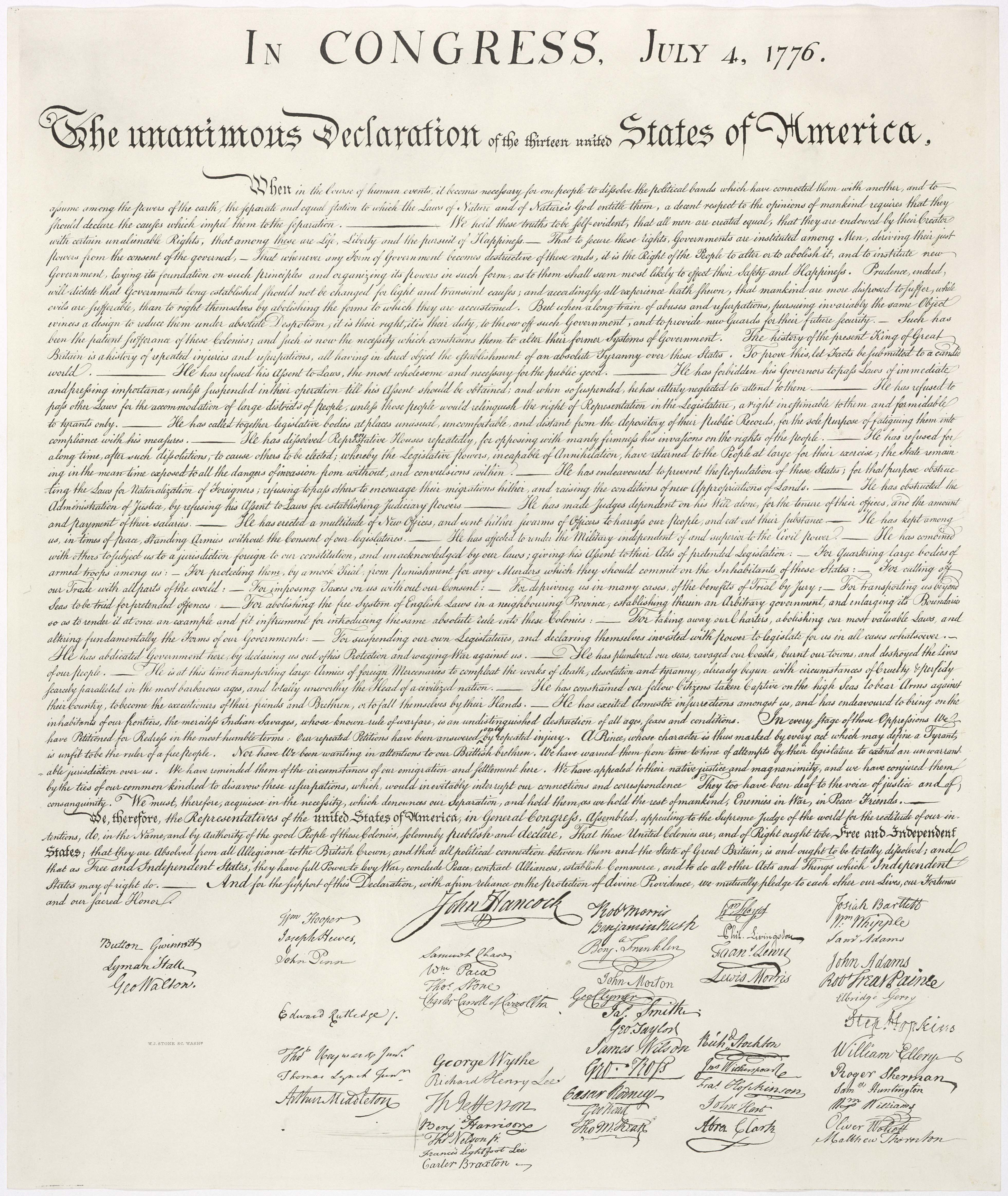
1776년 7월 4일 대륙회의 에서 비준된 미국 독립선언문

### 발견의 시대, 초기 근대 및 계몽의 시대
대항해 시대 인 15세기와 16세기에 스페인이 아메리카 대륙을 정복하면서 식민지 스페인 아메리카에서 인권에 대한 격렬한 논쟁이 벌어졌다. 이로 인해 카스티야의 딸 조안나를 대신하여 가톨릭 신자 페르디난트 가 부르고스 법을 공포하게 되었다. 1511년 12월 21일 히스파니 올라 섬의 도미니코 회 수사 안토니오 데 몬테시노스 수사는 바르톨로메 데 라스 카사스 가 참석한 가운데 설교를 했다. Hispaniola의 Dominicans의 보고서는 스페인 왕관이 행동하도록 동기를 부여했다고 추정된다. 크리스마스 설교로 알려진 이 설교는 1550~51년 바야돌리드 에서 라스 카사스와 후안 히네스 데 세풀베다 사이에 더 많은 논쟁을 벌였다. 부르고스 법 조항 중에는 아동 노동이 있었다. 여성의 권리, 임금, 적절한 숙박 시설 및 휴식, 휴가 등이 있다.
17세기와 18세기 유럽의 몇몇 철학자들, 특히 존 로크는 사람들이 선천적으로 자유롭고 평등하다는 개념인 자연권 의 개념을 발전시켰다. 로크는 인간이 신의 창조물이기 때문에 자연권은 신성에서 비롯된다고 믿었고, 그의 사상은 근대적 권리 개념의 발전에 중요했다. 로크의 자연권은 시민권이나 국가의 어떤 법에도 의존하지 않았으며 특정 민족, 문화 또는 종교 집단에 반드시 제한되지도 않았다. 거의 같은 시기에 1689년에 영국의 권리장전이 만들어졌으며 일부 기본적인 인권, 가장 유명한 것은 잔인하고 특이한 형벌 로부터의 자유를 주장했다.
1700년대에 소설은 인기 있는 엔터테인먼트 형식이 되었다. Julie 또는 Jean-Jacques Rousseau 와 Pamela 의 New Heloise 와 같은 인기 소설 또는 Samuel Richardson의 Virtue Rewarded는 독자들이 자신과 다른 캐릭터에 공감하게 함으로써 인권을 대중적으로 수용할 수 있는 토대를 마련했다.
18세기에 미국(1776년)과 프랑스(1789년)에서 두 개의 주요 혁명이 일어났다. 1776년의 버지니아 권리 선언은 많은 기본적인 권리와 자유를 설정한다. 이후의 미국 독립 선언문에는 자연권의 개념이 포함되어 있으며 "모든 사람은 평등하게 태어났고, 창조주로부터 양도할 수 없는 특정 권리를 부여받았으며, 그 권리 중에는 생명, 자유, 행복 추구가 있다"고 유명하게 명시되어 있다. 유사하게, 인간과 시민의 권리에 관한 프랑스 선언은 국민의 일련의 개인 및 집단 권리를 정의한다. 문서에서 이들은 프랑스 시민뿐만 아니라 예외 없이 모든 남성 에게 보편적인 것으로 간주된다.

### 19세기 ~ 제1차 세계대전

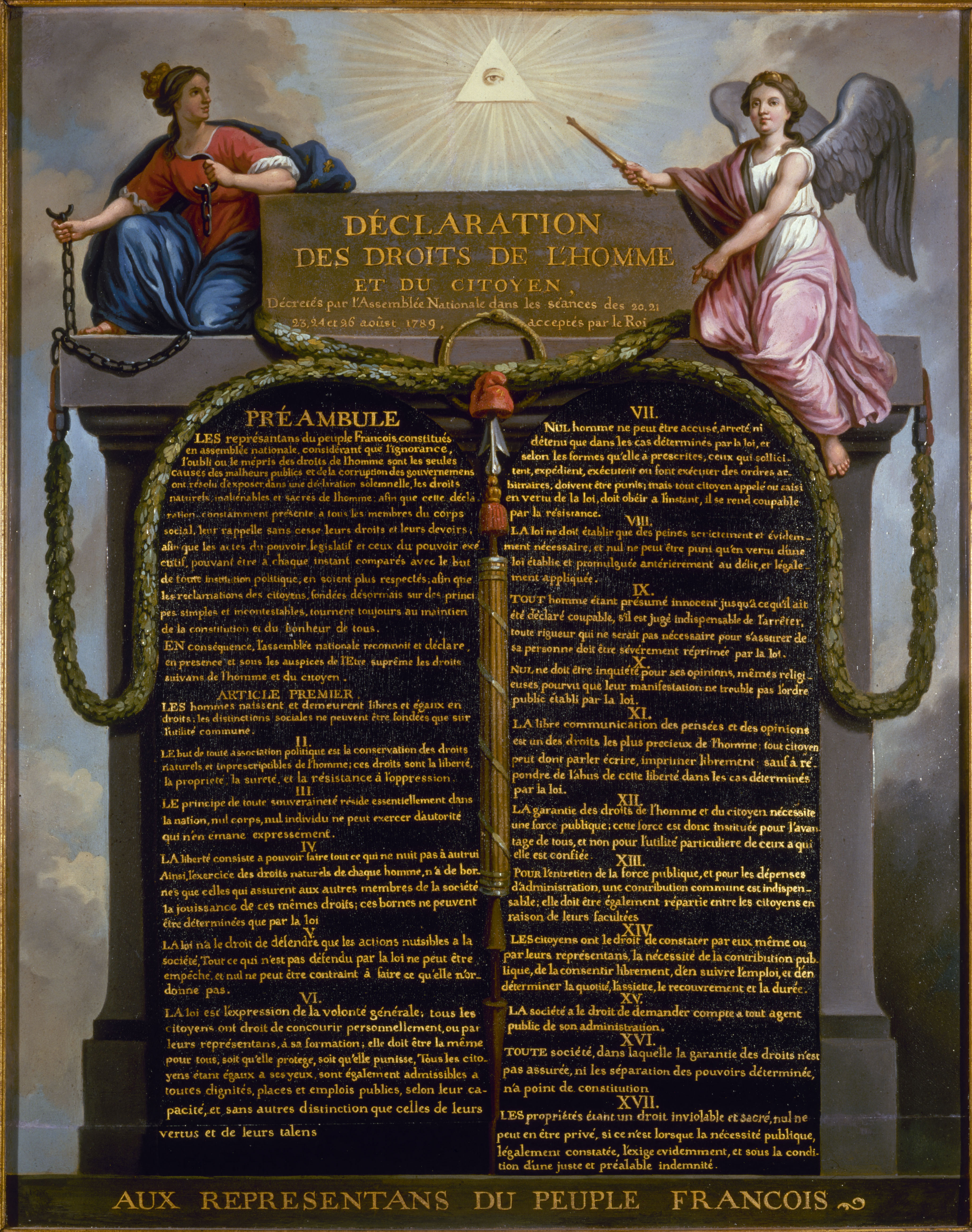
1789년 8월 26일 프랑스 국회에서 승인된 인간과 시민의 권리 선언

Thomas Paine, John Stuart Mill, Hegel 과 같은 철학자들은 18세기와 19세기 동안 보편성 이라는 주제를 확장했다.
1831년 William Lloyd Garrison은 The Liberator 신문에 " 인권 의 위대한 대의"에 독자들을 참여시키려 한다고 언급했다. 1849년 동시대인인 헨리 데이비드 소로(Henry David Thoreau)는 그의 논문 On the Duty of Civil Disobedience(시민 불복종의 의무에 관하여)에서 인권에 대해 썼는데, 이 논문은 나중에 인권과 시민권 사상가들에게 영향을 미쳤다. 미국 대법관 David Davis는 Ex parte Milligan 에 대한 1867년 의견에서 "법의 보호로 인권은 보장된다. 그 보호를 철회하고 그들은 사악한 통치자들이나 흥분한 사람들의 아우성에 좌우된다."라고 썼다.
많은 단체와 운동이 인권이라는 이름으로 20세기 동안 심오한 사회적 변화를 이루었다. 서유럽 과 북미 에서 노동 조합은 노동자에게 파업권을 부여하고 더 안전한 작업 조건을 확립하며 아동 노동을 금지하거나 규제하는 법을 제정했다. 여성 참정권 운동은 많은 여성들에게 투표권을 얻는 데 성공했다. 남반구의 민족 해방 운동은 서구 식민주의 로부터 많은 국가를 독립시키는 데 성공했으며, 가장 영향력 있는 것 중 하나는 인도 독립 운동의 마하트마 간디의 지도력이다. 인종적, 종교적 평등을 위한 소수민족 및 종교적 소수자들의 운동은 세계 곳곳에서 성공을 거두었는데, 그 중 미국의 민권운동 과 최근에는 여성과 소수자를 대신하여 다양한 정체성 정치 운동이 세계 곳곳에서 일어났다.
국제적십자위원회의 설립, 1864년 자유법전 및 1864년의 첫 번째 제네바 협약은 국제인도법의 기초를 마련했으며, 두 차례의 세계대전 이후 더욱 발전되었다.
유엔 인권법의 기원은 19세기 후반 전 세계 노예 제도를 억압하고 폐지하기 위한 운동 과 일방적인 보호 아래 국가 내에서 종교적, 인종적, 국가적 차별로부터 소수자를 보호하는 전통적 보호에 위치해 있다. 이는 1878년 베를린 조약에서 처음 발견되었다.
1891년 교황 레오 13세의 교황 권고 Rerum Novarum은 가톨릭 사회 가르침 의 공식적인 시작을 알렸다. 이 문서는 주로 노동자의 권리, 재산권 및 국가 침해에 대한 시민의 권리를 논의하는 것과 관련이 있다. 그 이후로 교황(및 제2차 바티칸 )은 인권에 관한 주제에 대한 사도적 권고와 회칙을 점점 더 자주 발표했다.
1915년 5월 터키의 아르메니아인 대량학살에 대한 대응으로 영국, 프랑스, 러시아 정부는 국가 요원이 자국민에 대해 자행한 잔학 행위에 대해 형사 책임을 질 수 있다는 제안을 내놓았다.

### 제1차 세계대전과 제2차 세계대전 사이
국제연맹은 1919년 제1차 세계대전이 끝난 뒤 베르사유 조약 협상을 통해 결성됐다. 연맹의 목표에는 군축, 집단 안보를 통한 전쟁 방지, 협상을 통한 국가 간 분쟁 해결, 외교 및 세계 복지 개선이 포함되었다. 헌장에는 나중에 세계 인권 선언에 포함된 많은 권리를 증진하라는 명령이 포함되어 있다.
국제 연맹은 식민지에서 독립 국가로 전환하는 동안 서유럽 식민 세력의 많은 이전 식민지를 지원할 권한을 가졌다.
국제연맹(League of Nations)의 기관으로 설립되어 현재는 유엔( United Nations)의 일부인 국제노동기구(International Labour Organization)는 또한 나중에 세계인권선언에 포함된 특정 권리를 증진하고 보호할 임무를 가진다.
| “ | the primary goal of the ILO today is to promote opportunities for women and men to obtain decent and productive work, in conditions of freedom, equity, security and human dignity. | ” |
|   | — 30px, 30px |   |

특히 주목해야 할 점은 ILO의 1919년 고용 시 임신 차별로부터 여성을 보호하는 협약, 1921년 결사권(농업) 협약, 1930년 강제 노동 협약이다.

## 현대인권운동

### 제2차 세계대전 이후

#### 전쟁에서의 권리와 제네바 협약의 확장

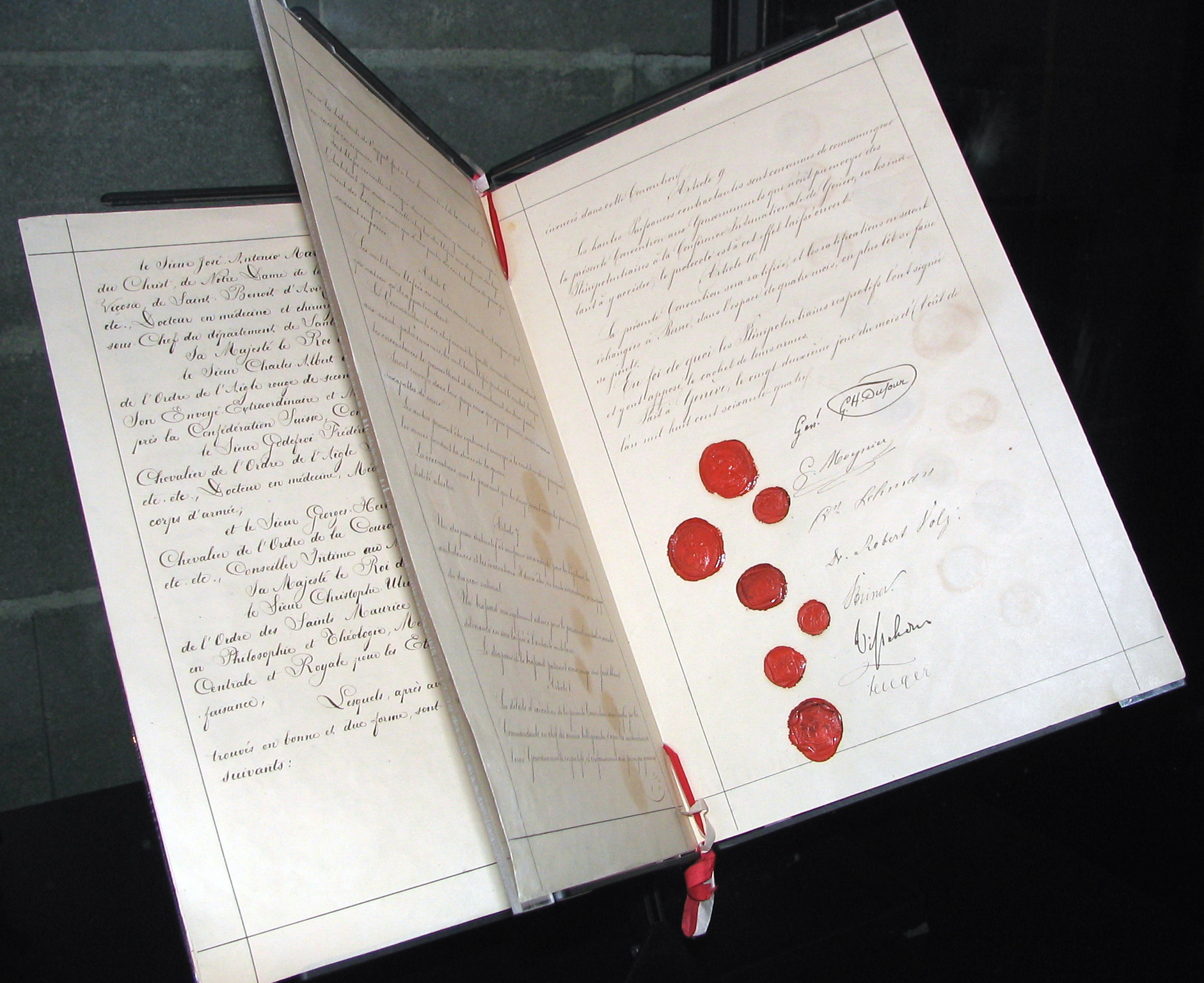
1864년 최초의 제네바 협약

1864년부터 1949년까지 제네바 협약의 진행

제네바 협약은 1864년에서 1949년 사이에 국제적십자위원회(International Committee of the Red Cross) 창립자인 앙리 뒤낭(Henry Dunant )의 노력의 결과로 탄생했다. 이 협약은 분쟁에 연루된 개인의 인권을 보호하며 전쟁법을 정의하려는 국제 사회의 첫 번째 시도 인 1899년 및 1907년 헤이그 협약을 따른다. 이 협약은 제2차 세계대전 이전에 처음 만들어졌음에도 불구하고 제2차 세계대전의 결과로 개정되어 1949년 국제사회에서 다시 채택되었다.
제네바 협약은 다음과 같다.
- 1864년 야전에서 군대의 부상자와 병자의 상태 개선을 위한 제네바 협약이 채택되었다. 그것은 1906년판,[69] 1929년판, 그리고 나중에 1949년의 제1차 제네바 협약 으로 크게 개정되고 대체되었다[70]
- 1906년 해상에서 부상자, 병자 및 난파된 군대의 상태 개선을 위한 제네바 협약이 채택되었다[71] 그것은 1949년 제2차 제네바 협약 으로 크게 개정되고 대체되었다.
- 전쟁 포로의 처우에 관한 제네바 협약은 1929년에 채택되었다. 그것은 1949년 제3차 제네바 협약 으로 크게 개정되고 대체되었다.
- 전쟁 중 민간인 보호에 관한 제4차 제네바 협약은 1949년에 채택되었다.

또한 제네바 협약에는 세 가지 추가 수정 프로토콜이 있다.
- 의정서 I (1977): 1949년 8월 12일자 제네바 협약에 추가된 의정서로서 국제적 무력 충돌의 피해자 보호에 관한 것이다.
- 의정서 II (1977): 1949년 8월 12일자 제네바 협약에 추가된 의정서 및 비국제적 무력 충돌의 피해자 보호와 관련된 의정서.
- 의정서 III (2005): 1949년 8월 12일 제네바 협약에 대한 추가 의정서 및 추가 고유 표장의 채택과 관련됨.

4개의 협약은 모두 이전 개정판과 일부 1907년 헤이그 협약을 기반으로 1949년에 마지막으로 개정 및 비준되었다. 나중에 회의는 특정 전쟁 방법을 금지하고 내전 문제를 해결하는 조항을 추가했다. 세계의 거의 모든 200개국이 이러한 협약을 비준했다는 점에서 "서명" 국가이다. 국제 적십자 위원회는 제네바 협약의 통제 기관이다.

#### 세계인권선언

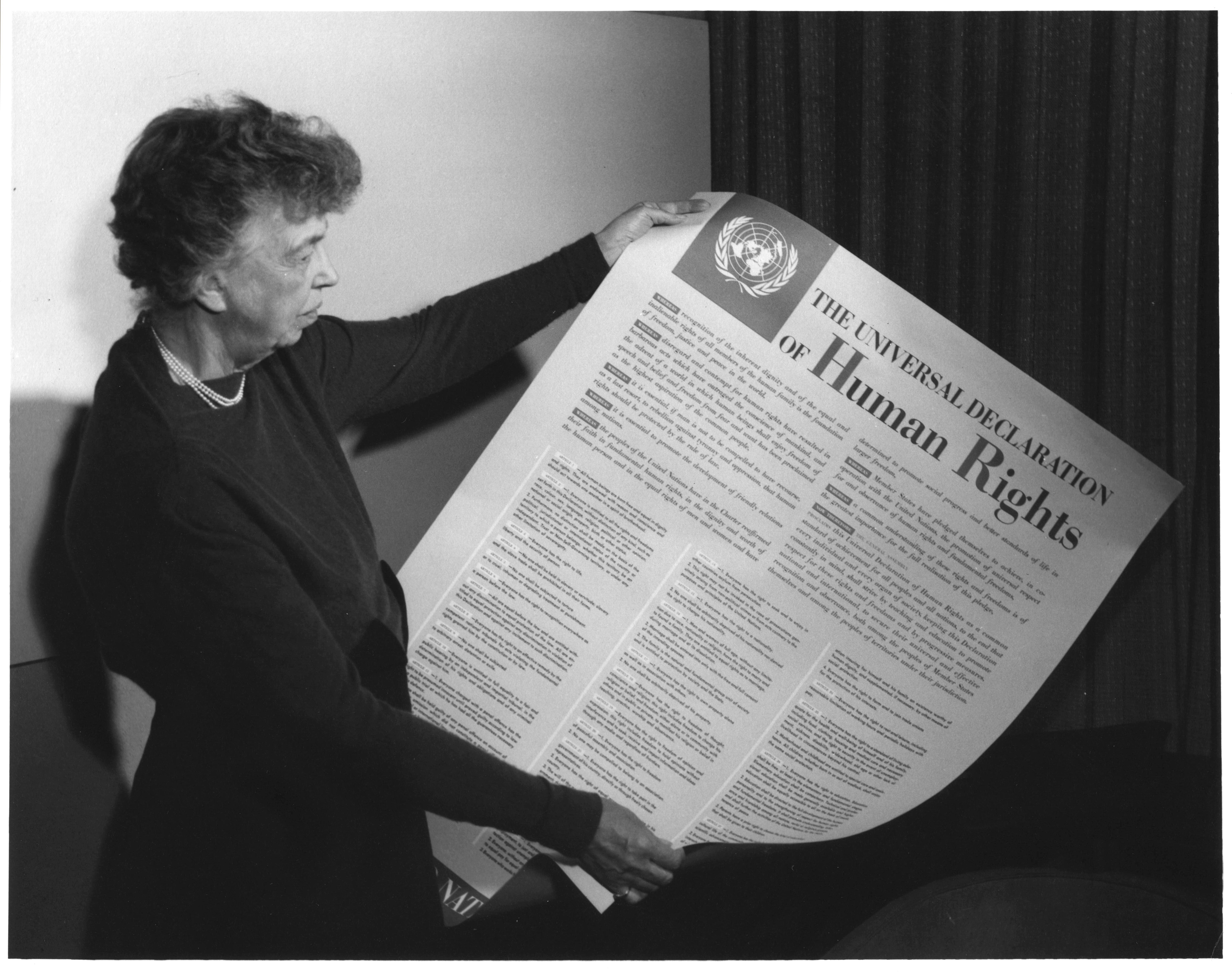
"그것은 조약이 아니다... [미래에는] 국제 마그나 카르타 가 될 것이다." 1949년 세계인권선언문 을 들고 있는 엘레노어 루즈벨트.

세계인권선언은 1948년 유엔 총회에서 제2차 세계대전의 야만성에 대한 대응으로 채택된 구속력 없는 선언이다. 이 선언문은 회원국들이 여러 가지 인간, 시민, 경제 및 사회적 권리를 증진할 것을 촉구하며 이러한 권리가 "세계의 자유, 정의 및 평화의 기초"의 일부라고 주장한다. 그것은 유엔 총회 에서 모든 민족과 모든 국가를 위한 공동의 표준으로 선언되었다. 그것은 역사상 처음으로 보편적으로 보호되어야 할 기본적인 인권을 제시한다.
| “ | ...recognition of the inherent dignity and of the equal and inalienable rights of all members of the human family is the foundation of freedom, justice and peace in the world | ” |
|   | — Preamble to the Universal Declaration of Human Rights, 1948 |   |

세계 인권 선언은 1947년에 "국제 권리 장전"에 대해 논의하기 시작한 Eleanor Roosevelt를 의장으로 하는 인권 위원회 위원들에 의해 구성되었다. 위원회 위원들은 그러한 권리 장전의 형식과 그것이 시행되어야 하는지 또는 어떻게 시행되어야 하는지에 대해 즉시 동의하지 않았다. 위원회는 UDHR과 그에 수반되는 조약을 구성하기 위해 진행했지만, UDHR은 빠르게 우선순위가 되었다. 캐나다 법학 교수 John Humphrey와 프랑스 변호사 Rene Cassin은 각각 국가 간 연구와 문서 구조의 상당 부분을 담당했으며 선언문은 서문의 일반 원칙을 해석했다. 이 문서는 카신에 의해 처음 두 개의 조항에 존엄성, 자유, 평등, 형제애의 기본 원칙을 포함하고, 이어서 개인과 관련된 권리, 서로와 집단에 관련된 개인의 권리, 정신적, 공공적, 정치적 권리, 그리고 경제적, 사회적, 문화적 권리를 포함하도록 구성되었다. Cassin에 따르면 마지막 세 조항은 제한, 의무 및 권리가 실현되어야 하는 사회적 및 정치적 질서의 맥락에서 권리를 배치한다. Humphrey와 Cassin은 서문의 세 번째 조항에 반영된 것처럼 UDHR의 권리를 법적으로 집행할 수 있도록 의도했다.
| “ | Whereas it is essential, if man is not to be compelled to have recourse, as a last resort, to rebellion against tyranny and oppression, that human rights should be protected by the rule of law. | ” |
|   | — Preamble to the Universal Declaration of Human Rights, 1948 |   |

선언문의 일부는 모든 대륙과 모든 주요 종교의 대표자들을 포함한 인권에 관한 국제 전문가 위원회에 의해 연구되고 작성되었으며, 마하트마 간디와 같은 지도자들과의 협의를 이끌어냈다. 시민적 및 정치적 권리와 경제적, 사회적 및 문화적 권리를 모두 포함하는 것은 기본적 인권이 불가분이며 나열된 다양한 유형의 권리가 불가분하게 연결되어 있다는 가정을 전제로 한다. 이 원칙은 채택 당시 어떤 회원국도 반대하지 않았지만(선언문은 소련 블록, 남아공 아파르트 헤이트, 사우디아라비아 가 기권한 채 만장일치로 채택되었다) 나중에 중대한 도전에 직면했다.

#### 유럽인권협약
유엔 선언은 1950년 유럽 평의회 에서 초안을 작성하고 47개국이 서명한 구속력 있는 협약  유럽 인권 협약으로 이어졌다. 이 협약에는 18개 조항이 있으며 그 중 13개는 협약에 따라 보장되는 권리이다.
- 생명권 – 모든 인간은 불법적인 살인을 당하지 않고 살 권리가 있다. 단, 정당한 정당방위나 타인에 대한 방어는 예외다. 이 조항에 따라 모든 주는 의심스러운 사망을 조사하고 특정 상황에서 인명 손실을 방지하기 위해 적극적인 조치를 취할 책임이 있다.
- 고문 금지 – 예외 없이 아무도 고문이나 "잔인하고 굴욕적인 대우"를 받을 수 없다.
- 노예제 금지 – 노예제, 노역 및 강제 노동은 법적 징벌적 노역, 강제 군복무의 일부 또는 비상 사태 동안 행해져야 하는 경우를 제외하고는 금지된다.
- 자유와 안전에 대한 권리 – 모든 사람은 사법적 구금 상황을 제외하고는 자유에 대한 권리가 있다. 이 조항은 또한 체포된 사람들에게 그들이 이해하는 언어로 체포 이유와 그들이 직면한 혐의를 알 권리, 체포 또는 구금의 합법성을 결정하기 위해 사법 절차에 신속하게 접근할 수 있는 권리, 이 조항을 위반하여 체포 또는 구금된 경우 보상을 받을 권리가 있다.
- 공정한 재판을 받을 권리 – 범죄 혐의로 기소된 사람은 누구나 합당한 시간 내에 독립적이고 공정한 재판소 앞에서 공청회를 할 권리가 있으며, 무죄 추정 및 형사 범죄로 기소된 사람에 대한 기타 최소한의 권리가 있다(적절한 시간과 시설은 변호 준비, 법적 대리인에 대한 접근, 자신에 대한 증인을 심문하거나 심문을 받을 권리, 통역사의 무료 지원에 대한 권리).
- 소급적 처벌 로부터의 자유 – 누구도 당시 국내 또는 국제법에 따라 불법이 아니었던 작위 또는 부작위로 기소될 수 없다.
- 프라이버시에 대한 권리 – ECHR에 따라 모든 사람은 법을 위반하지 않는 한 "개인 및 가족 생활, 집 및 서신"을 존중할 권리가 있다. 무엇보다도 이 조항은 경찰의 불법 수색을 금지하고 사적인 성행위를 법적으로 보호한다.
- 사상, 양심 및 종교의 자유 – 모든 사람은 불법이 아닌 한 자신의 믿음을 자유롭게 표현하고, 종교를 바꾸고, 예배, 가르침, 실천 및 준수를 통해 종교적 믿음을 표현할 권리가 있다.
- 집회의 자유 – 모든 사람은 불법이 아닌 한 어떤 목적으로든 그룹이나 조직을 형성하거나 가입할 권리가 있다.
- 결혼할 권리 – 결혼 적령기의 모든 남녀는 결혼하여 가족을 이룰 권리가 있다. 논란의 여지가 있지만 이 보호는 이성 커플에게만 적용된다.
- 표현의 자유 – 모든 사람은 특정한 극한 상황을 제외하고 자유롭게 자신의 의견을 표현하고 정보를 전달하고 받을 수 있다.
- 차별 로부터의 자유 – 성별, 인종, 피부색, 언어, 종교, 정치적 또는 기타 의견, 민족적 또는 사회적 출신, 소수 민족과의 관계, 재산, 출생 또는 기타 지위에 근거하여 협약에서 정의된 권리가 거부되지 않도록 보호한다. 47개 서명국 중 20개 서명국은 법적 권리의 차별을 포함하기 위해 이를 확장하는 추가 프로토콜을 준수한다.
- 구제할 권리 – 자신의 권리가 침해되었다고 생각하는 사람은 누구든지 유럽인권재판소에 자신의 사건을 심리하고 고충을 해결하고 시정하도록 청원할 수 있다.

나머지 5개 조항은 협약에 열거된 권리의 행사와 이러한 권리가 제한될 수 있는 특별한 상황을 다루고 있다. ECHR 서명국 중 하나인 영국은 추후에 이러한 권리를 영국법에 명시하고 사법부가 영국법에 따라 이를 집행할 수 있는 권한을 부여하는 1998년 인권법을 통과시켰다.

### 20세기 후반
We have already found a high degree of personal liberty, and we are now struggling to enhance equality of opportunity. Our commitment to human rights must be absolute, our laws fair, our natural beauty preserved; the powerful must not persecute the weak, and human dignity must be enhanced.
역사가 사무엘 모인(Samuel Moyn)에 따르면 인권의 다음의 주요 사건은 1970년대에 일어났다. 인권은 1975년 미국, 캐나다, 알바니아 와 안도라를 제외한 모든 유럽 국가를 포함한 35개 국가가 서명한 헬싱키 협정의 VII 항목에 포함되었다.
1977년 취임 연설에서 미국 제39대 대통령 지미 카터는 인권을 미국 외교 정책의 기둥으로 삼았다. 인권 옹호 단체인 국제앰네스티는 나중에 1977년에도 노벨 평화상을 수상했다. 캠프 데이비드 협정 평화 조약에 중요한 역할을 한 카터는 "국제 분쟁에 대한 평화적 해결책을 찾고, 민주주의와 인권을 증진하고, 경제 및 사회 발전을 촉진하기 위해 수십 년 동안 지칠 줄 모르는 노력을 기울인 공로로 2002년에 노벨 평화상을 수상했다. "라고 언급했다.
인권 옹호는 더 큰 경제적, 정치적 자유를 달성하는 것을 중심으로 21세기 초까지 계속되었다. 2022년 7월 유엔 총회는 지구상의 모든 사람이 건강한 환경에 대한 권리가 있음을 인정하는 결의안을 채택했다. 그것은 사람들이 "깨끗하고 건강하며 지속 가능한 환경"에 접근할 수 있도록 보장하기 위한 노력을 강화할 것을 각 주에 촉구했다.

## 추가 자료
- Asian values
- Cairo Declaration on Human Rights in Islam
- World Conference on Human Rights

## 내용주
1. ↑  Samuel Moyn, The Last Utopia: Human Rights in History (Harvard University Press, 2010)
2. ↑  Scott McLemee, "The Last Utopia" Inside Higher Education Dec. 8, 2010 online
3. ↑  Human Rights: Commitment and Betrayal, M.G. Chitkara. Publisher, APH Publishing, 1996. ISBN 978-8170247272.
4. ↑  Samuel Moyn, August 30-edition of September 6, 2010, The Nation, Human Rights in History: Human rights emerged not in the 1940s but the 1970s, and on the ruins of prior dreams, Retrieved August 14, 2014
5. ↑  Michael Freeman (2002). 《Human Rights: An Interdisciplinary Approach》. 15–17쪽.
6. 1 2  Yoffee, Norman (2005). 《Myths of the Archaic State: Evolution of the Earliest Cities, States, and Civilizations》. Cambridge University Press. 103쪽. ISBN 978-0521521567.
7. ↑  French, Marilyn (2007). 《From Eve to Dawn, A History of Women in the World, Volume 1: Origins from Prehistory to the First Millennium v. 1》. Feminist Press, City University of New York. 100쪽. ISBN 978-1558615656.
8. ↑  “ancient Egypt | Civilization, Geography, & History”. 《Encyclopedia Britannica》 (영어). 2019년 7월 9일에 확인함.
9. 1 2  “Egyptian law”. 《Encyclopedia Britannica》 (영어). 2019년 7월 9일에 확인함.
10. ↑  “The First Global Statement of the Inherent Dignity and Equality”. United Nations. 2010년 9월 13일에 확인함.
11. ↑  Lauren, Paul Gordon (2003). 〈Philosophical Visions: Human Nature, Natural Law, and Natural Rights〉. 《The Evolution of International Human Rights: Visions Seen》. Philadelphia: University of Pennsylvania Press. ISBN 081221854X.
12. ↑  Robertson, Arthur Henry; Merrills, J. G. (1996). 《Human rights in the world : an introduction to the study of the international protection of human rights》. Manchester: Manchester University Press. ISBN 978-0719049231.
13. ↑  Kuhrt, Amélie (February 1983). “The Cyrus Cylinder and Achaemenid Imperial Policy”. 《Journal for the Study of the Old Testament》 8 (25): 83–97. doi:10.1177/030908928300802507. ISSN 0309-0892.
14. ↑  Van der Spek, Robartus J. (2014).  Henkelman, Wouter FM; Jones, Charles E.; KOZUH, Michael; Woods, C., 편집. “Cyrus the Great, Exiles and Foreign Gods. A Comparison of Assyrian and Persian Policies on Subject Nations”. 《Extraction and Control: Studies in Honor of Matthew W. Stolper》 (68): 233–264. ISBN 978-1614910015. ISSN 0081-7554.
15. ↑  MacGregor, Neil (2013년 2월 24일). “A 2,600-year-old icon of freedom comes to the United States”. 《CNN》.
16. ↑  Kuhrt (1983), pp. 83–97
17. ↑  Daniel, p. 39
18. ↑  Daniel, p. 39
19. ↑  Shelton, Dinah (August 2007). “An Introduction to the History of International Human Rights Law”. George Washington University Law School. SSRN 1010489. 2015년 4월 10일에 확인함.
20. ↑  Draper, G.I.a.D. (1995년 4월 30일). “The contribution of the Emperor Asoka Maurya to the development of the humanitarian ideal in warfare”. 《International Review of the Red Cross Archive》 (영어) 35 (305): 192–206. doi:10.1017/S0020860400090604. ISSN 1607-5889. 2018년 8월 11일에 확인함.
21. ↑  “BRIA 14 4 b The Edicts of Asoka – Constitutional Rights Foundation”. 《www.crf-usa.org》. 2019년 7월 9일에 확인함.
22. ↑  Amartya Sen (1997)
23. ↑  Arrian, Indica, "This also is remarkable in India, that all Indians are free, and no Indian at all is a slave. In this the Indians agree with the Lacedaemonians. Yet the Lacedaemonians have Helots for slaves, who perform the duties of slaves; but the Indians have no slaves at all, much less is any Indian a whore."
24. ↑  Slave-owning societies, Encyclopædia Britannica
25. ↑  “jus gentium – Roman law”. 《Encyclopedia Britannica》.
26. ↑  “Ei incumbit probatio qui”. 《Law Times Journal》. 2019년 9월 29일.
27. ↑  “What Was the Edict of Milan?”. 《World Atlas》. 2018년 5월 22일.
28. ↑  Tertullian (2012). 《The Sacred Writings of Tertullian》 Annotat판. Jazzybee Verlag. ISBN 978-3849621599.
29. ↑  To Scapula 보관됨 2012-10-04 - 웨이백 머신, Christian Apologetics and Research Ministry
30. ↑  Alexander (1998), p. 452
31. 1 2 3  《The New York Review of Books》. |제목=이(가) 없거나 비었음 (도움말)
32. ↑  Watt (1974), p. 234
33. ↑  Robinson (2004) p. 21
34. ↑  Haddad, Esposito (1998), p. 98
35. ↑  "Ak̲h̲lāḳ", Encyclopaedia of Islam Online
36. ↑  Joseph, Najmabadi (2007). Chapter: p. 293. Gallagher, Nancy. Infanticide and Abandonment of Female Children
37. 1 2 3 4 5  Esposito (2005) p. 79
38. ↑  Ahmed I. (1996). Western and Muslim Perceptions of Universal Human Rights 보관됨 2016-04-18 - 웨이백 머신. Afrika Focus.
39. ↑  See:
40. ↑  Watt. Muhammad at Medina and R. B. Serjeant "The Constitution of Medina." Islamic Quarterly 8 (1964) p. 4.
41. ↑  R. B. Serjeant, The Sunnah Jami'ah, pacts with the Yathrib Jews, and the Tahrim of Yathrib: Analysis and translation of the documents comprised in the so-called "Constitution of Medina". Bulletin of the School of Oriental and African Studies, University of London, Vol. 41, No. 1. 1978), p. 4.
42. ↑  Maududi (1967), Introduction of Ad-Dahr, "Period of revelation", p. 159
43. ↑  Lewis (1994) chapter 1 보관됨 2001-04-01 - 웨이백 머신
44. ↑  Jones, Lindsay. p. 6224
45. 1 2  Esposito (2004), p. 339
46. 1 2  Khadduri (1978)
47. ↑  Schimmel (1992) p. 65
48. ↑  Maan, McIntosh (1999)
49. ↑  Haddad, Esposito (1998) p. 163
50. ↑  Turner, Brian S. Islam (ISBN 041512347X). Routledge: 2003, pp. 77–78.
51. ↑  McAuliffe (2005) vol. 5, pp. 66–76. “Social Sciences and the Qur’an”
52. ↑  Malekian, Farhad (2011). 《Principles of Islamic International Criminal Law: A Comparative Search》. Brill. 335쪽. ISBN 978-9004203969.
53. ↑  Saeed, Abdullah (2018). 《Human Rights and Islam: An Introduction to Key Debates between Islamic Law and International Human Rights Law》. Edward Elgar Publishing. 299쪽. ISBN 978-1784716585.
54. ↑  Carlyle, A. J. (1903). 《A History of Medieval Political Theory in the West》 1. New York: G.P. Putnam's Sons. 83쪽. 2016년 6월 8일에 원본 문서에서 보존된 문서.
55. ↑  “Augustine on Law and Order — Lawexplores.com”.
56. ↑  Hazeltine, H. D. (1917). 〈The Influence of Magna Carta on American Constitutional Development〉.   Malden, Henry Elliot. 《Magna Carta commemoration essays》. BiblioBazaar. ISBN 978-1116447477.
57. ↑  Isaac Lewin, The Jewish community in Poland, Philosophical Library, the University of Michigan, 1985 p.19
58. ↑  Macías, Francisco (2012년 12월 27일). “The Laws of Burgos: 500 Years of Human Rights | In Custodia Legis: Law Librarians of Congress”. 《blogs.loc.gov》. 2019년 7월 9일에 확인함.
59. ↑  Tuckness, Alex (2020).  Zalta, Edward N., 편집. 《The Stanford Encyclopedia of Philosophy》. Metaphysics Research Lab, Stanford University.
60. ↑  “Britain's unwritten constitution”. British Library. 2015년 12월 8일에 원본 문서에서 보존된 문서. 2015년 11월 27일에 확인함. The key landmark is the Bill of Rights (1689), which established the supremacy of Parliament over the Crown ... providing for the regular meeting of Parliament, free elections to the Commons, free speech in parliamentary debates, and some basic human rights, most famously freedom from ‘cruel or unusual punishment’.
61. ↑  Hunt, Lynn (2008). 《Inventing Human Rights: A History》. W. W. Norton & Company. ISBN 978-0393060959.
62. ↑  Slaughter, Joseph R. (2007). 《Human Rights, Inc.:The World Novel, Narrative Form, and International Law》. Fordham University Press.
63. ↑  Mayer (2000) p. 110
64. ↑  “Ex Parte Milligan, 71 U.S. 2, 119. (full text)” (PDF). December 1866. 2008년 3월 7일에 원본 문서 (PDF)에서 보존된 문서. 2007년 12월 28일에 확인함.
65. ↑  Oppenheim, Lassa (1905). 《International Law, A Treatise, Vol. I, Peace》. London: Longmans, Green, and Company. 343, 346–347쪽.
66. ↑  Jenny S. Martinez similarly asserts in The Slave Trade and the Origins of International Human Rights Law (Oxford University Press, 2012) that the system of "mixed commissions" set up following the passage of the Slave Trade Act 1807 evolved into the international criminal justice system existing today. Crucially, the abolition of slavery, as such, was not called for by international agreement between High Contracting Parties until the drafting of the 1926 Slavery Convention, however.
67. ↑  Schabas, William A. (2021). 《The Customary International Law of Human Rights》. Oxford: Oxford U.P. 13–14쪽.
68. ↑  "Stern warning issued to Turkey". The New York Times. May 25, 1915. p. 14. "In warning the members of the Turkish Government and their agents that they will be held to personal responsibility for Armenian massacres, Great Britain, France, and Russia have taken an unusual course, but one which is justified and reasonable...The slaughters that have recently taken place, like the many in other years, are not the work of an incorporeal and unpunishable something that rules in Turkey. They are ordered or permitted by individual men whose identity is known or can be determined, and they should incur the ordinary penalties for murder if they can be caught and convicted."
69. ↑  “Convention for the Amelioration of the Condition of the Wounded and Sick in Armies in the Field. Geneva, 6 July 1906”. International Committee of the Red Cross. 2013년 7월 20일에 확인함.
70. ↑  “1949 Geneva Convention (I) for the Amelioration of the Condition of the Wounded and Sick in Armed Forces in the Field”. 2014년 2월 21일에 원본 문서에서 보존된 문서. 2014년 2월 7일에 확인함.
71. ↑  David P. Forsythe (2007년 6월 17일). 《The International Committee of the Red Cross: A Neutral Humanitarian Actor》. Routledge. 43쪽. ISBN 978-0415341516.
72. ↑  Eleanor Roosevelt: Address to the United Nations General Assembly 10 December 1948 in Paris, France
73. ↑  (A/RES/217, 1948-12-10 at Palais de Chaillot, Paris)
74. ↑  “The Universal Declaration”. 《Human Rights Education》. 2022년 2월 17일에 확인함.
75. 1 2 3 4  Glendon, Mary Ann (July 2004). “The Rule of Law in The Universal Declaration of Human Rights”. 《Northwestern University Journal of International Human Rights》 2 (5). 2008년 5월 4일에 원본 문서에서 보존된 문서.
76. ↑  Glendon (2001)
77. 1 2  Ball, Olivia; Gready, Paul (2006) p. 34 No-nonsense Guide to Human Rights. New Internationalist Publications Ltd
78. ↑  Andreadakis, S. (2013). “The European Convention on Human Rights, the EU and the UK: Confronting a Heresy: A Reply to Andrew Williams”. 《European Journal of International Law》 24 (4): 1187–1193. doi:10.1093/ejil/cht063.
79. ↑   (보고서). Irish Human Rights Commission. |제목=이(가) 없거나 비었음 (도움말)
80. ↑  Carter, Jimmy (1977년 1월 20일). “Jimmy Carter Inaugural Address”.
81. ↑  Moyn, Samuel (2010년 9월 6일). “Human Rights in History”. 《The Nation》.
82. ↑  Moyn, Samuel (2010). 《The Last Utopia: Human Rights in History》. Harvard University Press. ISBN 978-0674048720.
83. ↑  “The Nobel Peace Prize 1977 – Amnesty International”. The Nobel Foundation.
84. ↑  “The Nobel Peace Prize 2002 – Jimmy Carter”. The Nobel Foundation. 2002년 12월 14일.
85. ↑  Burns H. Weston, 20 March 2014, Encyclopædia Britannica, human rights. Retrieved 14 August 2014.
86. ↑  “In historic move, UN declares healthy environment a human right”. 《UNEP》 (영어). 2022년 7월 28일. 2022년 7월 31일에 확인함.

## 추가 자료
- Burke, Roland. "Flat affect? Revisiting emotion in the historiography of human rights." Journal of Human Rights 16#2 (2017): 123–141.
- Fomerand, Jacques. ed. Historical Dictionary of Human Rights (2021) excerpt
- Gorman, Robert F. and Edward S. Mihalkanin, eds. Historical Dictionary of Human Rights and Humanitarian Organizations (2007) excerpt
- Ishay, Micheline. The History of Human Rights: From Ancient Times to the Globalization Era (2nd ed. U of California Press, 2008). online
- Maddex, Robert L., ed. International encyclopedia of human rights: freedoms, abuses, and remedies (CQ Press, 2000).
- Mayers, David. "Humanity in 1948: The Genocide Convention and the Universal Declaration of Human Rights" Diplomacy & Statecraft (2015) 26#3 pp. 446–472.
- . Sage; Cato Institute [Fred Miller (philosopher) Fred Miller (philosopher)] |url= 값 확인 필요 (도움말). |제목=이(가) 없거나 비었음 (도움말)
- Slaughter, Joseph R. "Hijacking human rights: Neoliberalism, the new historiography, and the end of the Third World." Human Rights Quarterly 40.4 (2018): 735–775.

### 주요 자료
- Ishay, Micheline, ed. The Human Rights Reader: Major Political Essays, Speeches, and Documents from Ancient Times to the Present (2nd ed. 2007) excerpt

## 같이 보기
- 아시아적 가치